# Leptone
In fisica delle particelle, i leptoni (simbolo generale: ℓ) sono un gruppo di particelle elementari appartenenti alla famiglia dei fermioni. Sono suddivisi in due classi: leptoni elettricamente carichi e leptoni neutri. Quelli carichi sono l'elettrone, il muone e il tauone, e le rispettive antiparticelle; quelli neutri sono il neutrino elettronico ({\displaystyle \nu _{e}}), il neutrino muonico ({\displaystyle \nu }μ) e il neutrino tauonico ({\displaystyle \nu }τ), e le rispettive antiparticelle.
Ognuna delle due classi comprende tre generazioni: alla prima generazione appartengono l'elettrone e il neutrino elettronico; alla seconda il muone e il neutrino muonico; alla terza il tauone e il neutrino tauonico. In tal modo ad ogni leptone carico è associato il corrispondente neutrino.  Ogni coppia leptone-neutrino corrispondente costituisce una generazione.
L'elettrone, il muone e il tauone hanno una stessa carica elettrica negativa, il cui valore assoluto è definito come la carica elementare, e si differenziano per massa e vita media: tra di essi, solo l'elettrone non è soggetto a decadimento. I neutrini sono stati ritenuti per lungo tempo privi di massa, ma nel 1998, presso l'osservatorio Super-Kamiokande in Giappone, è stato mostrato che il neutrino ha massa piccolissima (< 0,086 eV/c2), cioè meno di 1/6 000 000 quella dell'elettrone (0,511 MeV/c2.
I leptoni interagiscono con tre interazioni fondamentali: gravitazionale, debole ed elettromagnetica (per quelli carichi); essendo privi di carica di colore, sono insensibili all'interazione forte; in questo i leptoni si differenziano dai quark, che sono soggetti a tutte e quattro le interazioni.

## Etimologia
Il termine «leptone» deriva dalla parola greca: λεπτόν (leptón, «piccolo», «leggero») e si riferisce alla piccola massa del primo leptone scoperto, l'elettrone, rispetto a quella dei mesoni (di massa intermedia, dal greco μέσον, méson) e poi a quella più grande dei barioni, ciòè «pesanti» (dal greco βαρύς, barýs).

## Tabella dei leptoni
| Nome                 | Carica elettrica ({\displaystyle e=1{,}602\ 176\ 634\cdot 10^{-19}\ \mathrm {C} \ }) | Massa (MeV/c2) | Vita media (s)    | Generazione |
| -------------------- | ------------------------------------------------------------------------------------ | -------------- | ----------------- | ----------- |
| Elettrone            | –1 {\displaystyle e}                                                                 | 0,511          | stabile           | I           |
| Neutrino elettronico | 0                                                                                    | < 8,6×10−8     | sconosciuta       | I           |
| Muone                | –1 {\displaystyle e}                                                                 | 105,6          | 2,197019(21)×10−6 | II          |
| Neutrino muonico     | 0                                                                                    | < 0,17         | sconosciuta       | II          |
| Tauone               | –1 {\displaystyle e}                                                                 | 1 777          | 2,906(10)×10−13   | III         |
| Neutrino tauonico    | 0                                                                                    | < 15,5         | sconosciuta       | III         |

## Il numero leptonico
I leptoni sono caratterizzati da tre numeri quantici, chiamati numeri leptonici. Essi vengono definiti da un numero intero positivo nel caso di un leptone e da un numero intero negativo nel caso di un antileptone.
A ciascun doppietto di leptoni viene, quindi, assegnato un numero leptonico differente che deve essere conservato in tutte le interazioni. Si distingue, pertanto, tra:
- numero leptonico elettronico che è definito come il numero totale di elettroni più il numero di neutrini elettronici meno il numero delle loro antiparticelle;
- numero leptonico muonico che è definito come il numero totale di muoni più il numero di neutrini muonici meno il numero delle loro antiparticelle;
- numero leptonico tau che è definito come il numero totale di particelle tau più il numero di neutrini tauonici meno il numero delle loro antiparticelle.

I numeri leptonici sono rigorosamente conservati (cioè la somma dei numeri leptonici di ogni famiglia nello stato iniziale è uguale alla somma dei numeri leptonici nello stato finale) nelle interazioni elettromagnetiche e nelle interazioni forti, mentre nelle interazioni deboli c'è una leggera violazione, dovuta al fenomeno dell'oscillazione dei neutrini. Questo perché:
1. le interazioni elettromagnetiche non possono creare o distruggere leptoni singoli, ma solo coppie leptone-antileptone (solo gli elettroni, i muoni e i tauoni, non i neutrini), in modo che il numero leptonico si conservi;
2. i leptoni non sono soggetti alle interazioni forti, quindi il numero leptonico è banalmente conservato;
3. le interazioni deboli il più delle volte trasformano un leptone (per esempio un elettrone) nell'altro leptone dello stesso sapore (es. neutrino elettronico), oppure creano o distruggono una coppia leptone-antileptone (elettrone e antineutrino elettronico, positrone e neutrino elettronico, e così via per ogni sapore), conservando quindi il numero leptonico;
4. l'oscillazione dei neutrini è un fenomeno (peraltro abbastanza infrequente) dovuto alla massa non nulla dei neutrini stessi, per cui un neutrino di un sapore può trasformarsi in un neutrino delle altre due, violando così il numero leptonico. Misure dell'oscillazione sono state effettuate sin dagli anni '60, quando venne notato un deficit di neutrini elettronici solari, anche se le prove definitive si sono avute solo nell'ultimo decennio.

Tabella di riepilogo
|                           | {\displaystyle e^{-},{\nu }_{e}} | {\displaystyle e^{+},{\overline {\nu }}_{e}} | {\displaystyle \mu ^{-},\nu _{\mu }} | {\displaystyle \mu ^{+},{\bar {\nu }}_{\mu }} | {\displaystyle \tau ^{-},\nu _{\tau }} | {\displaystyle \tau ^{+},{\bar {\nu }}_{\tau }} |
| {\displaystyle L_{e}}     | 1                                | −1                                           | 0                                    | 0                                             | 0                                      | 0                                               |
| {\displaystyle L_{\mu }}  | 0                                | 0                                            | 1                                    | −1                                            | 0                                      | 0                                               |
| {\displaystyle L_{\tau }} | 0                                | 0                                            | 0                                    | 0                                             | 1                                      | −1                                              |